# Millennial Media
Millennial Media è una società statunitense con sede a Baltimora, nel Maryland, specializzata nello sviluppo della pubblicità nella telefonia mobile.
Millennial Media, che è stata quotata al NYSE il 29 marzo 2012, ha raddoppiato il valore IPO delle proprie azioni nel primo giorno di quotazione.
La società è leader del mercato americano del mobile marketing.